# Никольское сельское поселение (Аннинский район)
Никольское сельское поселение — муниципальное образование Аннинского района Воронежской области России.
Административный центр и единственный населённый пункт — село Никольское. 

## История
Сельское поселение образовано в 2004 году. Часть села Никольское с 2004 до 2013 гг. входила в состав Архангельского сельского поселения.

## Население
| 2000  | 2005  | 2010  | 2012 | 2013 | 2014  | 2015  | 2016  | 2017  |
| ----- | ----- | ----- | ---- | ---- | ----- | ----- | ----- | ----- |
| 1395  | ↘1286 | ↘1019 | ↘979 | ↘967 | ↗1266 | ↘1231 | ↘1209 | ↘1174 |
| 2018  | 2019  | 2020  | 2021 |      |       |       |       |       |
| ↘1159 | ↘1134 | ↘1108 | ↘817 |      |       |       |       |       |